# Корона Звонимира
Корона Звонимира (хорв. Starohrvatska kruna) — реликвия, принадлежавшая хорватскому королю Звонимиру, правившему в 1076—1089 годах, впоследствии утраченная.

## Обстоятельства появления
Дмитар Звонимир получил корону от папы римского Григория VII вместе со скипетром.

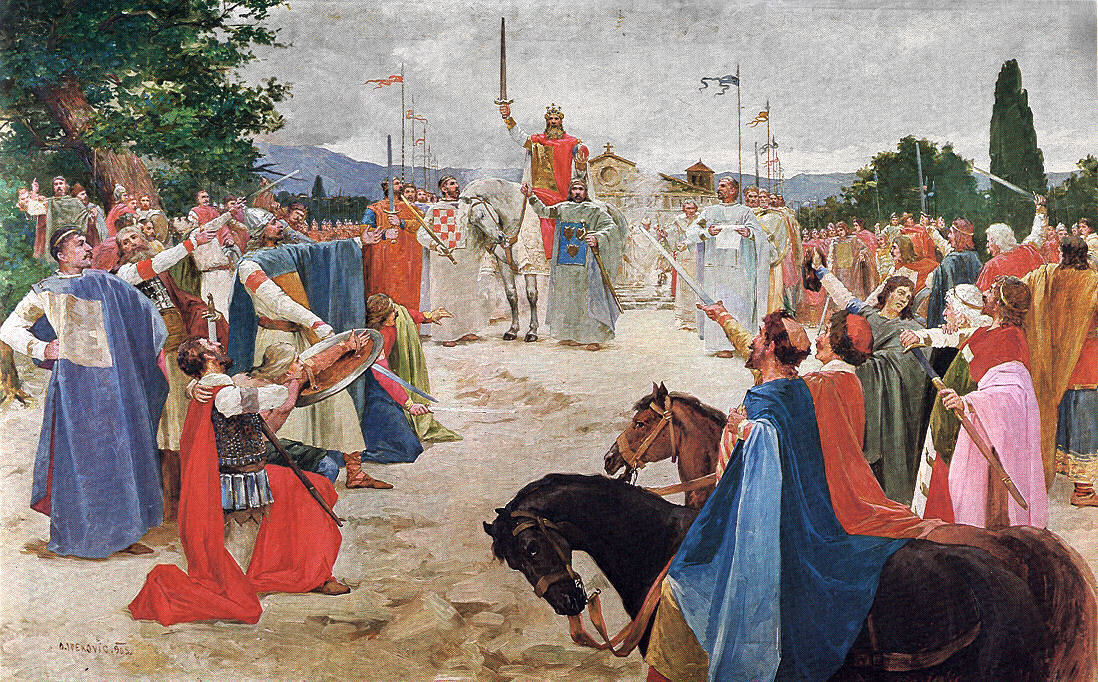
Коронация Томислава

## Роль в легитимации власти
Коронация позволила Звонимиру титуловаться более высоким титулом rex вместо прежнего dux. Но в то же время его отношения с папой в результате получения короны близки к вассальным. Неясно, насколько велики были права Звонимира на хорватский престол по происхождению, поэтому он мог нуждаться в дополнительном укреплении власти.

## Дальнейшая судьба
Средневековая корона исчезла в смуте, наступившей после смерти Звонимира, а после начала личной унии Венгрии и Хорватии роль хорватской короны выполняла Корона Святого Иштвана. В XIX веке идея отдельной хорватской короны стала популярной среди сторонников суверенитета Хорватии, например, в идеалистических сочинениях Франьо Рачки. Изображения короны Звонимира (или Томислава, как её чаще называли) подкрепляли память о героическом прошлом. Это стало особенно актуально в 1925 году, когда праздновался юбилей хорватской государственности.
С созданием Независимого Государства Хорватия была спроектирована новая «корона Звонимира», непохожая на свой прототип. Также были выпущены одноимённые орден и медаль. Однако король Томислав II коронован этой короной так и не был.

## Изображения

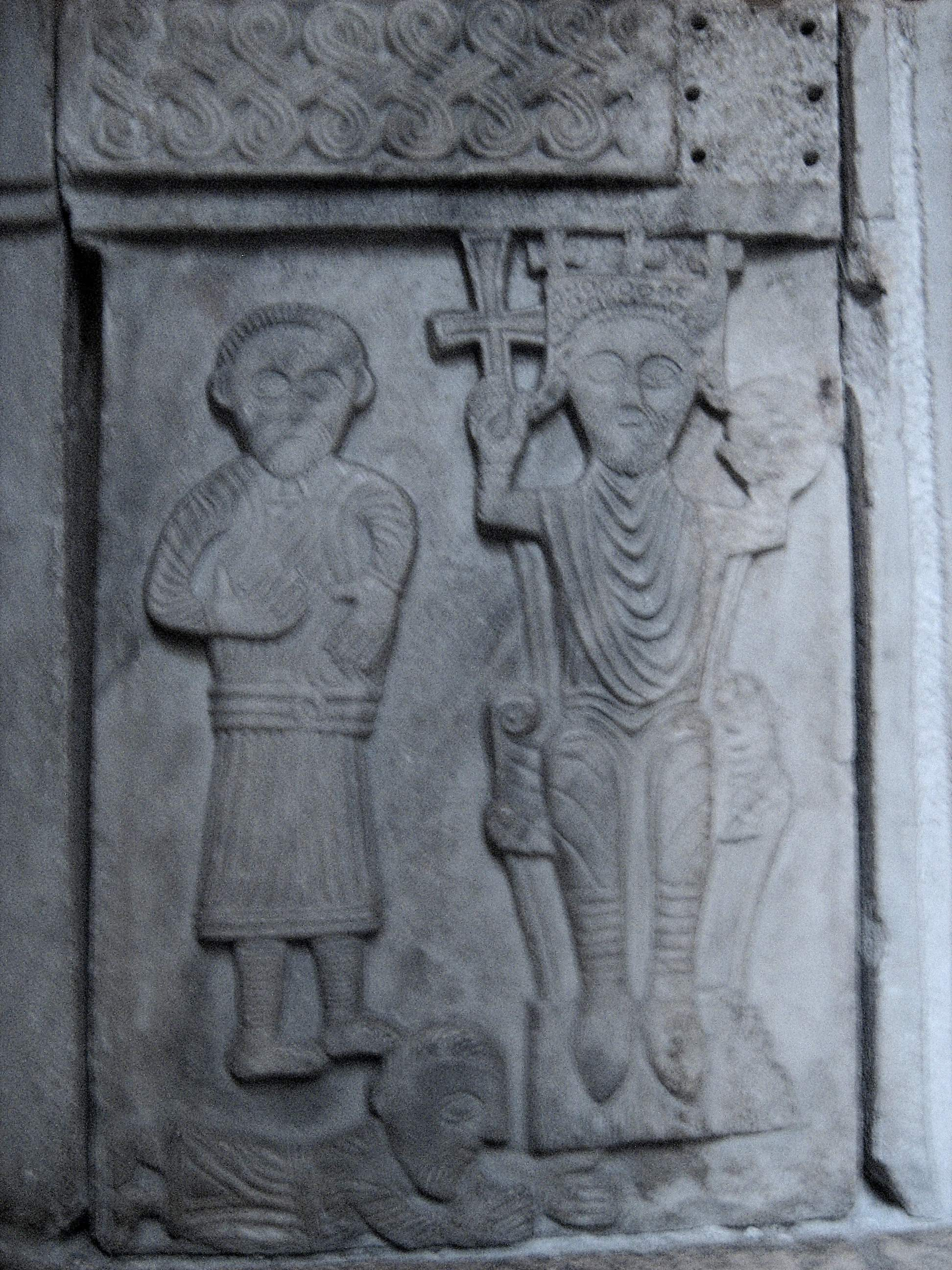
Изображение короны на рельефе XI века в Сплите
Современное геральдическое изображение короны